# Lopezia racemosa
Espèce
Synonymes
- Lopezia angustifolia B.L. Rob.[2]
- Lopezia mexicana Jacq.[2]
- Lopezia pringlei Rose[2]
- Pisaura automorpha Bonato[2]

Lopezia racemosa est une espèce de plantes à fleurs de la famille des Onagracées. Elle est originaire d'Amérique du Nord (Mexique) et d'Amérique centrale (Salvador, Guatemala, Honduras). C'est une plante ornementale qui a été introduite en Europe (Allemagne, Suède).

## Liste des sous-espèces
Selon Catalogue of Life (11 avril 2020) :
- sous-espèce Lopezia racemosa subsp. moelchenensis Plitmann.Breedlove & Raven
- sous-espèce Lopezia racemosa subsp. racemosa